# Deniz Menekse
Deniz Menekse (ur. 31 maja 1993 roku) – niemiecki zapaśnik walczący w stylu klasycznym. Zajął ósme miejsce na mistrzostwach świata w 2021. Trzynasty w mistrzostwach Europy w 2014. Siódmy na igrzyskach europejskich w 2015. Brązowy medalista mistrzostw świata wojskowych w 2014. Siódmy w Pucharze świata w 2015 roku.
Wicemistrz Niemiec w 2014 i 2015 roku.